# ماین (راینلاند-فالتس)
شهر ماین، (به آلمانی: Mayen) در ایالت راینلند-فالتس در کشور آلمان واقع شده‌است.